# シアグリウス

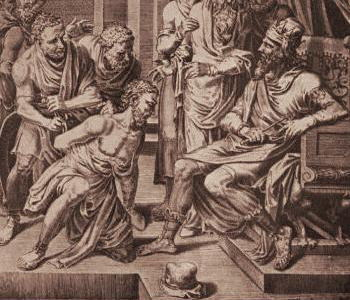
クローヴィスのもとに送還されたシアグリウス

アフラニウス・シアグリウス（ラテン語: Afranius Syagrius、430年頃 - 486/487年）は、西ローマ帝国衰亡後のガリア北部に残ったローマ人支配地域・ソワソン管区のドゥクス（領主）。シャグリウスとも表記される。

## 生涯
ガリアにおける軍司令官（マギステル・ミリトゥム）であったアエギディウスの子。アエギディウスは、西ローマ帝国が混乱してガリアに対する支配がゆるんだ時期に帝国の代官を追放して西ローマ帝国から独立し、ソワソン管区と呼ばれるソワソンを中心とした独自の支配地域を確立した。
465年に父アエギディウスが死ぬと、シアグリウスはソワソン管区の新たな支配者となった。彼はゲルマン人からは「ローマ人たちの王(rex)」と呼ばれた。彼に対する記述からは、彼がローマ的というよりはゲルマン人と同じような形でソワソン管区を支配していたであろうと推測されている。
初めシアグリウスはフランク族の王キルデリク1世の庇護を得ていたが、キルデリク1世がイタリア領主オドアケルとの講和に応じると、西ゴート族の王エウリックを頼るようになった。
486年、シアグリウスはメロヴィング朝フランク王のクロヴィスにソワソンの戦いで敗れ、トゥールーズにあった西ゴート王アラリック2世の宮廷に逃れ庇護を求めたが、捕らえられてクロヴィスに引き渡された。そして487年に密かに刺殺された。